# Élection législative française partielle
Une élection législative partielle en France se déroule en dehors de toute campagne nationale et de l'échéance prévue normalement.

## Le remplacement d'un député
L'article L.O. 178 du code électoral prévoit les cas où le remplacement d'un député doit s'effectuer à la suite d'une élection partielle. Tel est notamment le cas en cas d'annulation de l'élection dans une circonscription par le Conseil constitutionnel, ou en cas de démission intervenue pour tout autre motif qu'une incompatibilité avec un autre mandat.
Les élections partielles sont organisées dans un délai de trois mois après l'élément déclencheur. Cependant, l'élection partielle n'est pas organisée si la législature se termine dans les douze mois.

## Liste des élections législatives partielles
MI = site du ministère de l'Intérieur

### Irelégislature (1958-1962)
La liste ci-dessous concerne les élections législatives partielles intervenues au cours de la Ire législature de la Cinquième République française.

#### Élections en 1959
- Cinquième circonscription du Haut-Rhin le 22 février 1959.
- Première circonscription de la Charente-Maritime les 22 février et 1er mars 1959.
- Troisième circonscription de la Drôme les 22 février et 1er mars 1959.
- Troisième circonscription de l'Ardèche les 5 et 12 avril 1959.
- Circonscription de la Côte française des Somalis le 19 avril 1959
- Circonscription de Saint-Pierre-et-Miquelon le 10 mai 1959
- Circonscription de Nouvelle-Calédonie et dépendances le 24 mai 1959
- Circonscription des Comores le 31 mai 1959
- Deuxième circonscription de La Réunion le 14 juin 1959.
- Quatorzième circonscription de l'Algérie (Philippeville) le 12 juillet 1959.

#### Élections en 1960
- Première circonscription de Maine-et-Loire les 22 et 29 mai 1960.
- Circonscription de la Polynésie française le 20 juillet 1960.

#### Élection en 1961
- Septième circonscription de la Seine les 4 et 11 juin 1961.

#### Élections en 1962
- Circonscription des Comores le 4 mars 1962.
- Circonscription de Wallis-et-Futuna le 25 mars 1962.

### IIelégislature (1962-1967)
La liste ci-dessous concerne les élections législatives partielles intervenues au cours de la IIe législature de la Cinquième République française.

#### Élections en 1963
- Première circonscription de Corse les 24 et 31 mars 1963.
- Cinquante-deuxième circonscription de la Seine le 5 mai 1963.
- Première circonscription de La Réunion le 5 mai 1963.
- Deuxième circonscription de La Réunion le 5 mai 1963.
- Deuxième circonscription du Gard les 5 et 12 mai 1963.
- Troisième circonscription de Corse le 12 mai 1963.
- Quatrième circonscription de l'Hérault le 9 juin 1963.

#### Élections en 1964
- Septième circonscription de Meurthe-et-Moselle le 31 mai 1964.
- Première circonscription de Nouvelle-Calédonie le 7 juin 1964.
- Circonscription de Saint-Pierre-et-Miquelon le 30 août 1964.

#### Élection en 1965
- Onzième circonscription de la Seine le 19 septembre 1965.

#### Élection en 1966
- Neuvième circonscription de la Gironde le 9 janvier 1966.

### IIIelégislature (1967-1968)
La liste ci-dessous concerne les élections législatives partielles intervenues au cours de la IIIe législature de la Cinquième République française.

#### Élections en 1967
- Troisième circonscription de Corse le 27 août 1967.
- Première circonscription des Côtes-du-Nord le 24 septembre 1967.
- Première circonscription du Gers le 24 septembre 1967.
- Deuxième circonscription de l'Orne le 24 septembre 1967.

#### Élection en 1968
- Deuxième circonscription de Corse les 21 et 28 avril 1968.

### IVelégislature (1968-1973)
La liste ci-dessous concerne les élections législatives partielles intervenues au cours de la IVe législature de la Cinquième République française.

#### Élection en 1968
- Onzième circonscription des Hauts-de-Seine les 8 et 15 décembre 1968.

#### Élections en 1969
- Deuxième circonscription du Cantal le 21 septembre 1969.
- Troisième circonscription du Doubs le 19 octobre 1969.
- Huitième circonscription de la Moselle le 19 octobre 1969.
- Quatrième circonscription de la Sarthe le 19 octobre 1969.
- Troisième circonscription de la Savoie le 19 octobre 1969.
- Deuxième circonscription de l'Yonne le 19 octobre 1969.
- Quatrième circonscription des Yvelines les 19 et 26 octobre 1969.

#### Élections en 1970
- Douzième circonscription de Paris les 7 et 14 juin 1970.
- Première circonscription de Meurthe-et-Moselle les 21 et 28 juin 1970.
- Territoire des Comores le 12 juillet 1970.
- Deuxième circonscription de la Gironde le 20 septembre 1970.

#### Élections en 1971
- Première circonscription des Hautes-Alpes les 28 novembre et 5 décembre 1971.
- Première circonscription de l'Aveyron les 28 novembre et 5 décembre 1971.
- Deuxième circonscription de la Drôme les 28 novembre et 5 décembre 1971.
- Cinquième circonscription de la Charente-Maritime le 12 décembre 1971.

### Velégislature (1973-1978)
La liste ci-dessous concerne les élections législatives partielles intervenues au cours de la Ve législature de la Cinquième République française.

#### Élections en 1973
- Première circonscription des Landes les 9 et 16 septembre 1973 (scrutin invalidé par le conseil constitutionnel).
- Première circonscription de la Guadeloupe les 2 et 9 décembre 1973 (scrutin invalidé par le conseil constitutionnel).

#### Élections en 1974
- Septième circonscription de la Loire-Atlantique le 29 septembre 1974 (démission).
- Huitième circonscription de la Moselle le 29 septembre 1974 (démission).
- Deuxième circonscription de l'Ardèche les 29 septembre et 6 octobre 1974 (démission).
- Troisième circonscription de la Côte-d'Or les 29 septembre et 6 octobre 1974 (démission).
- Première circonscription de la Dordogne les 29 septembre et 6 octobre 1974 (démission).
- Deuxième circonscription de la Savoie les 29 septembre et 6 octobre 1974 (démission).

#### Élections en 1975
- Deuxième circonscription du Tarn le 25 mai 1975 (démission).
- Sixième circonscription de la Seine-Maritime les 8 et 15 juin 1975 (démission).
- Deuxième circonscription de la Vienne les 12 et 19 octobre 1975 (démission).

#### Élections en 1976
- Première circonscription d'Indre-et-Loire le 9 mai 1976 (démission).
- Circonscription de la Polynésie française le 13 septembre 1976 (démission).
- Deuxième circonscription de la Haute-Loire les 7 et 14 novembre 1976 (décès).
- Troisième circonscription de la Corrèze le 14 novembre 1976 (démission).
- Troisième circonscription de Paris le 14 novembre 1976 (démission).
- Quatrième circonscription de l'Allier les 14 et 21 novembre 1976 (démission).
- Cinquième circonscription de la Gironde les 14 et 21 novembre 1976 (démission).
- Dixième circonscription du Rhône les 14 et 21 novembre 1976 (démission).
- Cinquième circonscription des Yvelines les 14 et 21 novembre 1976 (démission).

#### Élection en 1977
- Circonscription de Mayotte le 13 mars 1977 (création de la circonscription).

### VIelégislature (1978-1981)
La liste ci-dessous concerne les élections législatives partielles intervenues au cours de la VIe législature de la Cinquième République française.

#### Élections en 1978
- Neuvième circonscription de la Seine-Saint-Denis les 16 et 23 juillet 1978.
- Deuxième circonscription du Gers le 20 août 1978.
- Quatrième circonscription du Pas-de-Calais les 3 et 10 septembre 1978.
- Première circonscription de Meurthe-et-Moselle les 17 et 24 septembre 1978.
- Seizième circonscription de Paris les 24 septembre et 1er octobre 1978.

#### Élections en 1980
- Première circonscription de l'Ain les 23 et 30 novembre 1980.
- Deuxième circonscription de l'Ardèche les 23 et 30 novembre 1980.
- Deuxième circonscription de l'Aveyron les 23 et 30 novembre 1980.
- Première circonscription du Cantal les 23 et 30 novembre 1980.
- Deuxième circonscription de la Dordogne les 23 et 30 novembre 1980.
- Troisième circonscription du Doubs les 23 et 30 novembre 1980.
- Quatrième circonscription de la Gironde les 23 et 30 novembre 1980.

#### Élection en 1981
- Quatrième circonscription de l'Eure les 11 et 18 janvier 1981.

### VIIelégislature (1981-1986)
La liste ci-dessous concerne les élections législatives partielles intervenues au cours de la VIIe législature de la Cinquième République française.

#### Élections en 1982
- Troisième circonscription de la Marne le 17 janvier 1982 (élection invalidée par le Conseil constitutionnel).
- Deuxième circonscription de Paris le 17 janvier 1982 (élection invalidée par le Conseil constitutionnel).
- Douzième circonscription de Paris le 17 janvier 1982 (élection invalidée par le Conseil constitutionnel).
- Quatrième circonscription de Seine-et-Marne le 17 janvier 1982 (élection invalidée par le Conseil constitutionnel).
- Deuxième circonscription de Polynésie française le 29 aout 1982.
- Deuxième circonscription de Nouvelle-Calédonie le 5 septembre 1982.

#### Élections en 1983
- Huitième circonscription du Finistère le 8 mai 1983 (démission).
- Première circonscription du Lot les 11 et 18 décembre 1983.
- Deuxième circonscription du Morbihan les 11 et 18 décembre 1983.

#### Élection en 1984
- Deuxième circonscription du Puy-de-Dôme le 23 septembre 1984.

### VIIIelégislature (1986-1988)
La VIIIe législature de la Cinquième République française, d'une durée de deux ans est concernée par seulement trois élections partielles, dont deux en lien avec les élections législatives de 1986, les seules à se dérouler selon un scrutin proportionnel départemental. Cette élection présente alors à la fois le plus faible nombre de requêtes déposées au conseil constitutionnel liées à un contentieux électoral et le plus grand nombre de députés invalidés.
- Haute-Corse le 24 août 1986 (scrutin invalidé par le conseil constitutionnel).
- Haute-Garonne le 28 septembre 1986 (scrutin invalidé par le conseil constitutionnel).
- Saint-Pierre-et-Miquelon les 30 novembre et 7 décembre 1986 (remplacement car le député est élu au sénat).

### IXelégislature (1988-1993)
La liste ci-dessous concerne les élections législatives partielles intervenues au cours de la IXe législature de la Cinquième République française.

#### Élections en 1988
- Première circonscription de l'Oise les 11 et 18 septembre 1988.
- Deuxième circonscription de l'Oise les 11 et 18 septembre 1988.
- Deuxième circonscription de Meurthe-et-Moselle les 4 et 11 décembre 1988.
- Première circonscription de l'Isère les 11 et 18 décembre 1988.
- Neuvième circonscription de la Seine-Saint-Denis les 11 et 18 décembre 1988.

#### Élections en 1989
- Circonscription de Wallis-et-Futuna le 15 janvier 1989.
- Sixième circonscription des Bouches-du-Rhône les 22 et 29 janvier 1989.
- Onzième circonscription de la Seine-Saint-Denis les 22 et 29 janvier 1989.
- Troisième circonscription de la Gironde les 18 et 25 juin 1989.
- Deuxième circonscription des Bouches-du-Rhône les 26 novembre et 3 décembre 1989.
- Deuxième circonscription d'Eure-et-Loir les 26 novembre et 3 décembre 1989.

#### Élection en 1990
- Troisième circonscription du Puy-de-Dôme les 14 et 21 janvier 1990.

#### Élections en 1991
- Deuxième circonscription du Rhône les 27 janvier et 3 février 1991.
- Troisième circonscription du Rhône les 27 janvier et 3 février 1991.
- Treizième circonscription de Paris les 27 janvier et 3 février 1991.
- Deuxième circonscription du Territoire de Belfort les 2 et 9 juin 1991.
- Huitième circonscription de la Loire-Atlantique les 15 et 22 septembre 1991.

#### Élection en 1992
- Quatrième circonscription du Nord les 26 janvier et 2 février 1992.

### Xelégislature (1993-1997)
La liste ci-dessous concerne les élections législatives partielles intervenues au cours de la Xe législature de la Cinquième République française.

#### Élections en 1993
- Huitième circonscription de la Loire-Atlantique les 12 et 19 septembre 1993.
- Troisième circonscription des Landes le 19 septembre 1993.
- Sixième circonscription de la Marne le 5 et 12 décembre 1993.

#### Élections en 1994
- Première circonscription des Alpes-de-Haute-Provence les 30 janvier et 6 février 1994.
- Première circonscription de Loir-et-Cher les 30 janvier et 6 février 1994.
- Dix-neuvième circonscription de Paris les 30 janvier et 6 février 1994.
- Deuxième circonscription des Alpes-Maritimes les 6 et 13 mars 1994.
- Première circonscription de la Haute-Garonne les 12 et 19 juin 1994.
- Quatrième circonscription de Vendée le 27 novembre 1994.

#### Élections en 1995
- Troisième circonscription de la Guadeloupe les 15 et 22 janvier 1995.
- Troisième circonscription de Corrèze le 18 juin 1995.
- Cinquième circonscription d'Ille-et-Vilaine le 18 juin 1995.
- Sixième circonscription de la Loire le 18 juin 1995.
- Cinquième circonscription de Saône-et-Loire le 18 juin 1995.
- Sixième circonscription du Val-de-Marne les 18 et 25 juin 1995.
- Quatrième circonscription du Bas-Rhin les 18 et 25 juin 1995.
- Deuxième circonscription de la Sarthe les 9 et 16 juillet 1995.
- Première circonscription de Corse-du-Sud le 10 septembre 1995.
- Première circonscription de Meurthe-et-Moselle les 10 et 17 septembre 1995.
- Cinquième circonscription des Pyrénées-Atlantiques les 10 et 17 septembre 1995.
- Sixième circonscription des Pyrénées-Atlantiques les 10 et 17 septembre 1995.
- Dixième circonscription de Paris les 10 et 17 septembre 1995.
- Septième circonscription de la Seine-Maritime les 10 et 17 septembre 1995.
- Cinquième circonscription du Var les 10 et 17 septembre 1995.
- Deuxième circonscription d'Indre-et-Loire les 17 et 24 septembre 1995.
- Deuxième circonscription de la Haute-Savoie les 17 et 24 septembre 1995.
- Douzième circonscription de Paris les 17 et 24 septembre 1995.
- Sixième circonscription des Hauts-de-Seine les 17 et 24 septembre 1995.
- Quatrième circonscription d'Ille-et-Vilaine le 8 octobre 1995.
- Première circonscription des Hautes-Pyrénées les 3 et 10 décembre 1995.
- Huitième circonscription du Rhône les 3 et 10 décembre 1995.
- Neuvième circonscription de la Seine-Maritime les 3 et 10 décembre 1995.
- Troisième circonscription de Seine-et-Marne les 3 et 10 décembre 1995.
- Quatrième circonscription de Seine-et-Marne les 3 et 10 décembre 1995.
- Deuxième circonscription de l'Essonne les 3 et 10 décembre 1995.
- Cinquième circonscription de l'Essonne les 3 et 10 décembre 1995.
- Quatrième circonscription du Calvados les 10 et 17 décembre 1995.

#### Élections en 1996
- Deuxième circonscription des Yvelines les 18 et 25 février 1996.
- Treizième circonscription de la Seine-Saint-Denis les 18 et 25 février 1996.
- Sixième circonscription du Var les 10 et 17 mars 1996.
- Troisième circonscription de l'Orne les 10 et 17 mars 1996.
- Neuvième circonscription du Pas-de-Calais les 24 et 31 mars 1996.
- Deuxième circonscription de La Réunion les 12 et 19 mai 1996.
- Dixième circonscription des Bouches-du-Rhône les 13 et 20 octobre 1996.

### XIelégislature (1997-2002)
La liste ci-dessous concerne les élections législatives partielles intervenues au cours de la XIe législature de la Cinquième République française.

#### Élections en 1997
- Quatrième circonscription de Meurthe-et-Moselle les 7 et 14 décembre 1997.
- Sixième circonscription du Haut-Rhin les 7 et 14 décembre 1997.

#### Élections en 1998
- Troisième circonscription des Landes les 18 et 25 janvier 1998.
- Troisième circonscription de la Moselle les 25 janvier et 1er février 1998.
- Première circonscription du Var les 26 avril et 3 mai 1998.
- Deuxième circonscription du Lot les 31 mai et 7 juin 1998.
- Septième circonscription du Bas-Rhin les 7 et 14 juin 1998.
- Treizième circonscription du Nord les 20 et 27 septembre 1998.
- Neuvième circonscription des Bouches-du-Rhône les 20 et 27 septembre 1998.
- Première circonscription du Var les 20 et 27 septembre 1998.
- Deuxième circonscription des Alpes-Maritimes les 22 et 29 novembre 1998.
- Troisième circonscription de l'Eure les 22 et 29 novembre 1998.
- Deuxième circonscription de la Côte-d'Or les 22 et 29 novembre 1998.

#### Élections en 1999
- Neuvième circonscription des Bouches-du-Rhône les 21 et 28 mars 1999.
- Vingt-et-unième circonscription de Paris les 28 novembre et 5 décembre 1999.

#### Élections en 2000
- Troisième circonscription des Landes les 30 janvier et 6 février 2000.
- Deuxième circonscription des Pyrénées-Atlantiques les 12 et 19 mars 2000.
- Deuxième circonscription de la Sarthe les 12 et 19 mars 2000.
- Troisième circonscription du Pas-de-Calais les 12 et 19 mars 2000.
- Sixième circonscription du Haut-Rhin les 18 et 25 juin 2000.
- Deuxième circonscription du Territoire-de-Belfort les 15 et 22 octobre 2000.
- Neuvième circonscription de la Seine-Maritime les 15 et 22 octobre 2000.

#### Élections en 2001
- Première circonscription de la Haute-Garonne les 25 mars et 1er avril 2001.
- Huitième circonscription du Val-d'Oise les 25 mars et 1er avril 2001.
- Huitième circonscription des Alpes-Maritimes les 25 mars et 1er avril 2001.

### XIIelégislature (2002-2007)
La liste ci-dessous concerne les élections législatives partielles intervenues au cours de la XIIe législature de la Cinquième République française.

#### Élections en 2002
- Vingt-troisième circonscription du Nord les 8 et 15 décembre 2002. MI
- Troisième circonscription des Yvelines les 8 et 15 décembre 2002. MI

#### Élections en 2003
- Dix-septième circonscription de Paris les 26 janvier et 2 février 2003. MI
- Cinquième circonscription du Val-d'Oise les 26 janvier et 2 février 2003. MI
- Troisième circonscription d'Eure-et-Loir les 16 et 23 mars 2003. MI
- Septième circonscription de la Seine-Saint-Denis les 16 et 23 mars 2003. MI
- Circonscription de Wallis et Futuna les 16 et 23 mars 2003.
- Troisième circonscription de la Martinique les 25 mai et 1er juin 2003.

#### Élections en 2004
- Cinquième circonscription du Gard les 13 et 20 juin 2004. MI
- Quinzième circonscription de Paris les 20 et 27 juin 2004. MI
- Première circonscription de la Haute-Loire les 27 juin et 4 juillet 2004. MI
- Deuxième circonscription de la Gironde les 14 et 21 novembre 2004. MI
- Huitième circonscription des Yvelines les 28 novembre et 5 décembre 2004. MI

#### Élections en 2005
- Quatrième circonscription de la Vendée le 23 janvier 2005.
- Sixième circonscription des Hauts-de-Seine le 13 mars 2005. MI
- Première circonscription de Meurthe-et-Moselle les 4 et 11 septembre 2005. MI
- Quatrième circonscription du Nord les 11 et 18 septembre 2005. MI
- Quatrième circonscription de l'Oise les 11 et 18 septembre 2005. MI
- Treizième circonscription des Hauts-de-Seine les 25 septembre et 2 octobre 2005. MI
- Septième circonscription du Val-de-Marne les 25 septembre et 2 octobre 2005. MI

### XIIIelégislature (2007-2012)
La liste ci-dessous concerne les élections législatives partielles intervenues au cours de la XIIIe législature de la Ve République française.

#### Élection en 2007
- Huitième circonscription du Val-d'Oise les 9 et 16 décembre 2007. MI

#### Élections en 2008
- Douzième circonscription des Hauts-de-Seine les 27 janvier et 3 février 2008. MI
- Première circonscription d'Eure-et-Loir les 27 janvier et 3 février 2008.
- Cinquième circonscription de la Vendée le 6 avril 2008. MI
- Cinquième circonscription des Alpes-Maritimes les 18 et 25 mai 2008. MI
- Onzième circonscription du Rhône les 25 mai et 1er juin 2008. MI
- Première circonscription d'Eure-et-Loir les 7 et 14 septembre 2008. MI
- Huitième circonscription de la Gironde les 23 et 30 novembre 2008.  MI
- Première circonscription de la Marne les 7 et 14 décembre 2008.  MI

#### Élections en 2009
- Dixième circonscription des Yvelines les 20 et 27 septembre 2009. MI
- Douzième circonscription des Yvelines les 11 et 18 octobre 2009. MI

#### Élections en 2010
- Quatrième circonscription de l'Isère les 30 mai et 6 juin 2010.
- Dixième circonscription des Yvelines les 4 et 11 juillet 2010. MI

### XIVelégislature (2012-2017)
La liste ci-dessous concerne les élections législatives partielles intervenues au cours de la XIVe législature de la Ve République française.

#### Élections en 2012
- Première circonscription du Val-de-Marne les 9 et 16 décembre 2012. MI
- Sixième circonscription de l'Hérault les 9 et 16 décembre 2012. MI
- Treizième circonscription des Hauts-de-Seine les 9 et 16 décembre 2012. MI

#### Élections en 2013
- Deuxième circonscription de l'Oise les 17 et 24 mars 2013. MI
- Circonscription de Wallis et Futuna les 17 et 24 mars 2013. MI
- Première circonscription des Français établis hors de France les 25 mai MAE et 8 juin 2013. MAE
- Huitième circonscription des Français établis hors de France les 26 mai MAE et 9 juin 2013. MAE
- Troisième circonscription de Lot-et-Garonne les 16 et 23 juin 2013. MI

#### Élections en 2014
- Troisième circonscription de la Haute-Garonne les 25 mai et 1er juin 2014.
- Première circonscription de Polynésie française les 14 et 28 juin 2014.
- Vingt-et-unième circonscription du Nord les 22 et 29 juin 2014.
- Circonscription législative de Saint-Pierre-et-Miquelon les 29 juin et 6 juillet 2014.
- Troisième circonscription de l'Aube les 7 et 14 décembre 2014.

#### Élections en 2015
- Quatrième circonscription du Doubs les 1er et 8 février 2015.
- Troisième circonscription de l'Aveyron les 6 et 13 septembre 2015[4].

#### Élections en 2016
- Deuxième circonscription de l'Aisne les 13 et 20 mars 2016.
- Deuxième circonscription des Yvelines les 13 et 20 mars 2016.
- Dixième circonscription du Nord les 13 et 20 mars 2016.
- Troisième circonscription de la Loire-Atlantique les 17 et 24 avril 2016.
- Première circonscription du Bas-Rhin les 22 et 29 mai 2016.
- Cinquième circonscription des Alpes-Maritimes les 22 et 29 mai 2016.
- Troisième circonscription de l'Ain les 5 et 12 juin 2016.

### XVelégislature (2017-2022)
La liste ci-dessous concerne les élections législatives partielles intervenues au cours de la XVe législature de la Ve République française.

#### Élections en 2018
- Première circonscription du Val-d'Oise les 28 janvier et 4 février 2018
- Première circonscription du Territoire de Belfort les 28 janvier et 4 février 2018
- Deuxième circonscription de la Guyane, les 4 et 11 mars 2018
- Huitième circonscription de la Haute-Garonne les 11 et 18 mars 2018
- Quatrième circonscription du Loiret les 18 et 25 mars 2018
- Première circonscription de Mayotte, les 18 et 25 mars 2018
- Circonscription de Wallis-et-Futuna, les 15 et 22 avril 2018
- Cinquième circonscription des Français établis hors de France, les 8 et 22 avril 2018
- Septième circonscription de La Réunion, les 23 et 30 septembre 2018
- Première circonscription de l'Essonne, les 18 et 25 novembre 2018

#### Élections en 2020
Les élections partielles découlent des élections municipales de 2020 où le nouveau régime du cumul des mandats s'applique et n'autorise plus le cumul maire/député.
- Cinquième circonscription de la Seine-Maritime, les 20 et 27 septembre 2020
- Neuvième circonscription du Val-de-Marne, les 20 et 27 septembre 2020
- Onzième circonscription des Yvelines, les 20 et 27 septembre 2020
- Troisième circonscription de Maine-et-Loire, les 20 et 27 septembre 2020
- Première circonscription du Haut-Rhin, les 20 et 27 septembre 2020
- Deuxième circonscription de La Réunion, les 20 et 27 septembre 2020

#### Élections en 2021
- Sixième circonscription du Pas-de-Calais, les 30 mai et 6 juin 2021
- Quinzième circonscription de Paris, les 30 mai et 6 juin 2021
- Troisième circonscription d'Indre-et-Loire, les 30 mai et 6 juin 2021
- Première circonscription de l'Oise, les 30 mai et 6 juin 2021

### XVIelégislature (2022-2024)
La liste ci-dessous concerne les élections législatives partielles intervenues au cours de la XVIe législature de la Ve République française.

#### Élection en 2022
- Deuxième circonscription des Yvelines, les 2 et 9 octobre 2022

#### Élections en 2023
- Première circonscription de la Charente, les 22 et 29 janvier 2023
- Huitième circonscription du Pas-de-Calais, les 22 et 29 janvier 2023
- Deuxième circonscription de la Marne, les 22 et 29 janvier 2023
- Première circonscription de l'Ariège, le 26 mars et le 2 avril 2023
- Deuxième circonscription des Français établis hors de France, les 1er et 15 avril 2023
- Huitième circonscription des Français établis hors de France, les 2 et 16 avril 2023
- Neuvième circonscription des Français établis hors de France, les 2 et 16 avril 2023

### XVIIelégislature (depuis 2024)
La liste ci-dessous concerne les élections législatives partielles intervenues au cours de la XVIIe législature de la Ve République française.

#### Élection en 2024
- Première circonscription des Ardennes, les 1er et 8 décembre 2024

#### Élections en 2025
- Première circonscription de l'Isère, les 12 et 19 janvier 2025
- Neuvième circonscription des Hauts-de-Seine, les 2 et 9 février 2025
- Deuxième circonscription du Jura, les 30 mars et 6 avril 2025
- Cinquième circonscription de Saône-et-Loire, les 18 et 25 mai 2025
- Deuxième circonscription de Paris, les 21 et 28 septembre 2025
- Cinquième circonscription des Français établis hors de France, les 28 septembre et 12 octobre 2025
- Première circonscription du Tarn-et-Garonne, les 5 et 12 octobre 2025